# Pedro Espinha
Pedro Manuel Ferreira Espinha (Mafra, 25 settembre 1965) è un ex calciatore portoghese, di ruolo portiere.

## Carriera
In carriera ha giocato per Académica, Belenenses, Vitória Guimarães, Porto e Vitória Setúbal. Ha partecipato anche a sei incontri con la Nazionale maggiore, prendendo parte agli Europei 2000.